# 金星7號
金星7號（俄語：Венера-7）主要用以研究金星大氣與其他金星的現象。1970年12月15日降落於金星，將金星膠囊釋放，並利用空氣阻力剎車。前35分鐘傳回一些科學數據，之後的25分鐘傳回微弱訊號。成為第一台著陸於其他行星表面的人造探測器。

## 设计
登陆车的设计理念重点强调了耐压（180兆帕斯卡）和耐热（580°C）能力。这种设计远远超过了当时预料的环境条件要求，但是考虑到温度和气压方面的未知数和比较大的误差范围，登陆车的设计师们选择了较为保守的方案。然而，多加的防压和隔热材料大大增加了登陆车的重量，也相应地限制了行星际火箭和登陆车能装载的传感器。

## 发射
金星7号是1970年8月17日发射的，包含行星际火箭和登陆车。在向金星飞行的过程中有两次发现偏航并使用火箭上的引擎来相应地进行修正。

## 外部連結
- Venera 7 （页面存档备份，存于） NASA NSSDC Master Catalog Data
- Plumbing the Atmosphere of Venus （页面存档备份，存于）
- Venera-7 - the first man-made object to transmit data from a moon